# Kuurne-Bruxelles-Kuurne 2016
La 68e édition de Kuurne-Bruxelles-Kuurne a eu lieu le 28 février 2016. La course fait partie du calendrier UCI Europe Tour 2016 en catégorie 1.HC.
L'épreuve a été remportée en solitaire par le Belge Jasper Stuyven (Trek-Segafredo) qui s'impose 17 secondes devant un peloton d'une cinquantaine de coureurs réglé au sprint par le Norvégien Alexander Kristoff (Katusha) devant le Français Nacer Bouhanni (Cofidis).

## Présentation

### Parcours

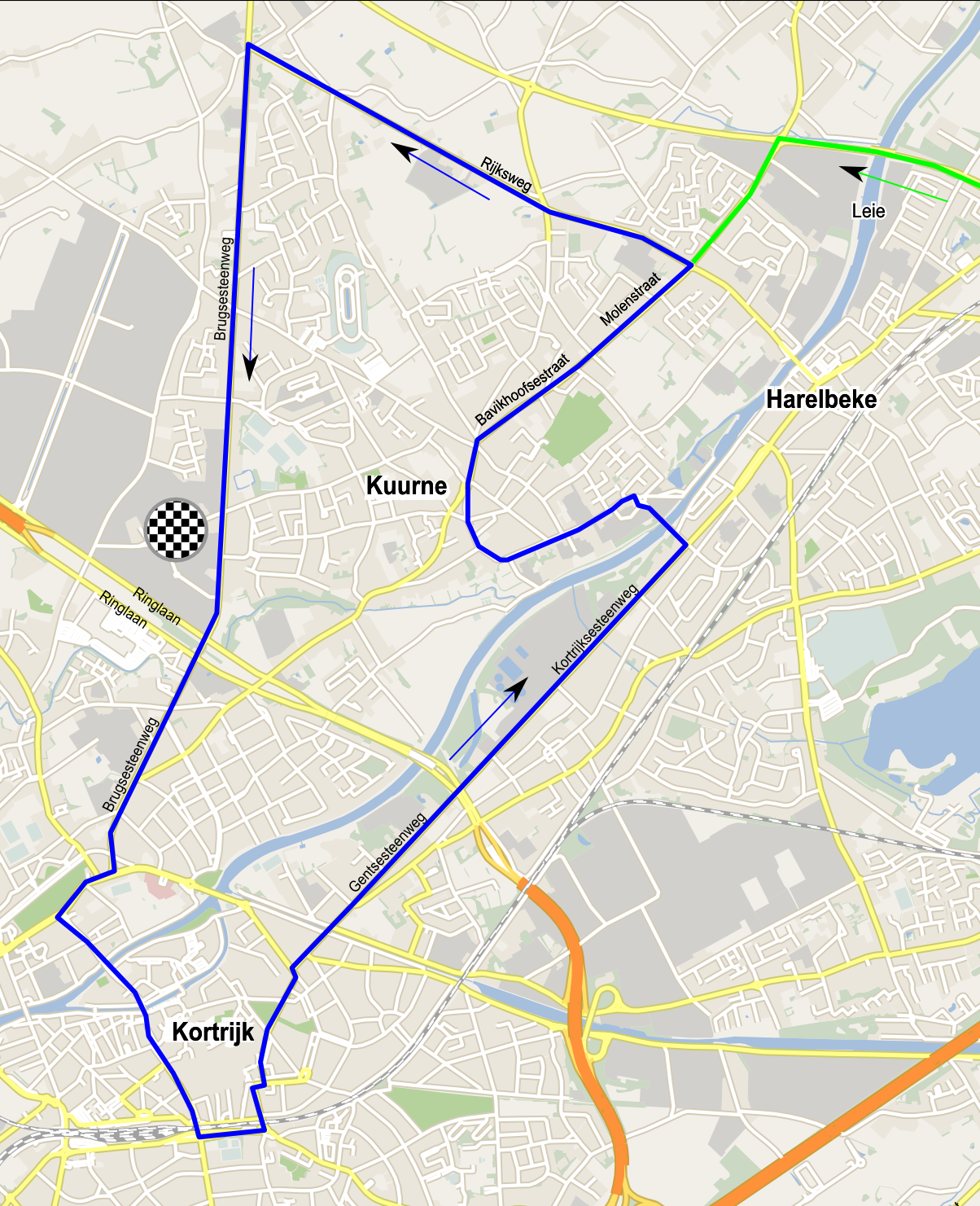
Circuit urbain de Kuurne-Bruxelles-Kuurne 2016

Onze monts sont au programme de cette édition, dont certains recouverts de pavés :
| Mont | Nom              | Km    | Revêtement     | Longueur (m) | Pente moyenne | Pente maxi | Km de l'arrivée |
| ---- | ---------------- | ----- | -------------- | ------------ | ------------- | ---------- | --------------- |
| 1    | Edelareberg      | 29,9  | asphalte       | 1 500        | 4,2 %         | 7 %        | 170,8           |
| 2    | La Houppe        | 83,4  | asphalte       | 1 880        | 4,8 %         | 10 %       | 117,3           |
| 3    | Kanarieberg      | 90    | asphalte       | 1 000        | 7,7 %         | 14 %       | 110,7           |
| 4    | Kruisberg        | 97,1  | asphalte/pavés | 1 800        | 4,8 %         | 9 %        | 103,6           |
| 5    | Hotond           | 99,2  | asphalte       | 2 700        | 3,1 %         | 7,5 %      | 101,5           |
| 6    | Côte de Trieu    | 106,4 | asphalte       | 1 260        | 7 %           | 13 %       | 94,3            |
| 7    | Vieux Quaremont  | 115,5 | pavés          | 2 220        | 4 %           | 11,6 %     | 85,2            |
| 8    | Mont de l'Enclus | 122,5 | asphalte       | 1 100        | 6 %           | 11 %       | 78,2            |
| 9    | Tiegemberg       | 138,6 | asphalte       | 750          | 5 %           | 9 %        | 62,1            |
| 10   | Holstraat (nl)   | 143   | asphalte       | 1 000        | 5,2 %         | 12 %       | 57,7            |
| 11   | Nokereberg       | 150,6 | pavés          | 350          | 5,7 %         | 7 %        | 50,1            |

### Équipes
Classé en catégorie 1.HC de l'UCI Europe Tour, Kuurne-Bruxelles-Kuurne est par conséquent ouvert aux WorldTeams dans la limite de 70 % des équipes participantes, aux équipes continentales professionnelles, aux équipes continentales belges, aux équipes continentales étrangères dans la limite de deux, et à une équipe nationale belge.
Vingt-cinq équipes participent à ce Kuurne-Bruxelles-Kuurne - treize WorldTeams, dix équipes continentales professionnelles et deux équipes continentales :
| UCI WorldTeams   | UCI WorldTeams | UCI WorldTeams |
| Nom de l'équipe  | Pays           | Code           |
| ---------------- | -------------- | -------------- |
| AG2R La Mondiale | France         | ALM            |
| BMC Racing       | États-Unis     | BMC            |
| Etixx-Quick Step | Belgique       | EQS            |
| FDJ              | France         | FDJ            |
| Giant-Alpecin    | Allemagne      | TGA            |
| IAM              | Suisse         | IAM            |
| Katusha          | Russie         | KAT            |
| Lotto NL-Jumbo   | Pays-Bas       | TLJ            |
| Lotto-Soudal     | Belgique       | LTS            |
| Orica-GreenEDGE  | Australie      | OGE            |
| Sky              | Royaume-Uni    | SKY            |
| Tinkoff          | Russie         | TNK            |
| Trek-Segafredo   | États-Unis     | TFS            |

| Équipes continentales professionnelles | Équipes continentales professionnelles | Équipes continentales professionnelles |
| Nom de l'équipe                        | Pays                                   | Code                                   |
| -------------------------------------- | -------------------------------------- | -------------------------------------- |
| Bora-Argon 18                          | Allemagne                              | BOA                                    |
| Cofidis                                | France                                 | COF                                    |
| Direct Énergie                         | France                                 | DEN                                    |
| Fortuneo-Vital Concept                 | France                                 | FVC                                    |
| Nippo-Vini Fantini                     | Italie                                 | NIP                                    |
| ONE                                    | Royaume-Uni                            | ONE                                    |
| Roompot-Oranje Peloton                 | Pays-Bas                               | ROP                                    |
| Southeast-Venezuela                    | Italie                                 | STH                                    |
| Topsport Vlaanderen-Baloise            | Belgique                               | TSV                                    |
| Wanty-Groupe Gobert                    | Belgique                               | WGG                                    |

| Équipes continentales  | Équipes continentales | Équipes continentales |
| Nom de l'équipe        | Pays                  | Code                  |
| ---------------------- | --------------------- | --------------------- |
| 3M                     | Belgique              | MMM                   |
| Crelan-Vastgoedservice | Belgique              | CRV                   |

## Classements

### Classement final
| Classement final | Classement final    | Classement final | Classement final | Classement final   |
|                  | Coureur             | Pays             | Équipe           | Temps              |
| ---------------- | ------------------- | ---------------- | ---------------- | ------------------ |
| 1er              | Jasper Stuyven      | Belgique         | Trek-Segafredo   | en 4 h 53 min 50 s |
| 2e               | Alexander Kristoff  | Norvège          | Katusha          | + 17 s             |
| 3e               | Nacer Bouhanni      | France           | Cofidis          | + 17 s             |
| 4e               | Dylan Groenewegen   | Pays-Bas         | Lotto NL-Jumbo   | + 17 s             |
| 5e               | Łukasz Wiśniowski   | Pologne          | Etixx-Quick Step | + 17 s             |
| 6e               | Niccolò Bonifazio   | Italie           | Trek-Segafredo   | + 17 s             |
| 7e               | Peter Sagan         | Slovaquie        | Tinkoff          | + 17 s             |
| 8e               | Edward Theuns       | Belgique         | Trek-Segafredo   | + 17 s             |
| 9e               | Jonas Van Genechten | Belgique         | IAM              | + 17 s             |
| 10e              | Scott Thwaites      | Royaume-Uni      | Bora-Argon 18    | + 17 s             |
| modifier         |                     |                  |                  |                    |

### UCI Europe Tour
Ce Kuurne-Bruxelles-Kuurne attribue des points pour l'UCI Europe Tour 2016, par équipes seulement aux coureurs des équipes continentales professionnelles et continentales, individuellement à tous les coureurs sauf ceux faisant partie d'une équipe ayant un label WorldTeam.
| Position           | 1er | 2e  | 3e  | 4e  | 5e | 6e | 7e | 8e | 9e | 10e | 11e | 12e | 13e | 14e | 15e | 16e à 30e | 31e à 40e |
| Classement général | 200 | 150 | 125 | 100 | 85 | 70 | 60 | 50 | 40 | 35  | 30  | 25  | 20  | 15  | 10  | 5         | 3         |

## Liste des participants
- Liste de départ complète

| Légende | Légende                                                                    | Légende | Légende                                                    |
| ------- | -------------------------------------------------------------------------- | ------- | ---------------------------------------------------------- |
| Num     | Dossard de départ porté par le coureur sur ce Kuurne-Bruxelles-Kuurne      | Pos     | Position à l'arrivée de la course                          |
|         | Indique un maillot de champion national ou mondial, suivi de sa spécialité | NP      | Indique un coureur qui n'a pas pris le départ de la course |
| AB      | Indique un coureur qui n'a pas terminé la course                           | HD      | Indique un coureur qui a terminé la course hors des délais |

| Tinkoff TNK                         | Tinkoff TNK               | Tinkoff TNK |
| ----------------------------------- | ------------------------- | ----------- |
| Num                                 | Coureur                   | Pos         |
| 1                                   | Peter Sagan (SVK) (Route) | 7e          |
| 2                                   | Daniele Bennati (ITA)     | AB          |
| 3                                   | Manuele Boaro (ITA)       | AB          |
| 4                                   | Maciej Bodnar (POL)       | AB          |
| 5                                   | Adam Blythe (GBR)         | AB          |
| 6                                   | Nikolay Trusov (RUS)      | AB          |
| 7                                   | Jay McCarthy (AUS)        | AB          |
| 8                                   | Oscar Gatto (ITA)         | AB          |
| Directeur sportif : Lars Michaelsen |                           |             |

| Sky SKY                            | Sky SKY                | Sky SKY |
| ---------------------------------- | ---------------------- | ------- |
| Num                                | Coureur                | Pos     |
| 11                                 | Elia Viviani (ITA)     | AB      |
| 12                                 | Christian Knees (GER)  | NP      |
| 13                                 | Luke Rowe (GBR)        | 84e     |
| 14                                 | Michał Gołaś (POL)     | 49e     |
| 15                                 | Alex Peters (GBR)      | AB      |
| 16                                 | Gianni Moscon (ITA)    | 52e     |
| 17                                 | Andrew Fenn (GBR)      | 23e     |
| 18                                 | Salvatore Puccio (ITA) | 50e     |
| Directeur sportif : Servais Knaven |                        |         |

| Lotto-Soudal LTS                  | Lotto-Soudal LTS        | Lotto-Soudal LTS |
| --------------------------------- | ----------------------- | ---------------- |
| Num                               | Coureur                 | Pos              |
| 21                                | Frederik Frison (BEL)   | 91e              |
| 22                                | Jürgen Roelandts (BEL)  | 39e              |
| 23                                | Gregory Henderson (NZL) | AB               |
| 24                                | Gert Dockx (BEL)        | 81e              |
| 25                                | Jens Debusschere (BEL)  | 20e              |
| 26                                | Pim Ligthart (NED)      | 71e              |
| 27                                | Jelle Wallays (BEL)     | 88e              |
| 28                                | Stig Broeckx (BEL)      | AB               |
| Directeur sportif : Herman Frison |                         |                  |

| Katusha KAT                            | Katusha KAT                | Katusha KAT |
| -------------------------------------- | -------------------------- | ----------- |
| Num                                    | Coureur                    | Pos         |
| 31                                     | Alexander Kristoff (NOR)   | 2e          |
| 32                                     | Sergueï Lagoutine (RUS)    | 92e         |
| 33                                     | Vladimir Isaychev (RUS)    | AB          |
| 34                                     | Nils Politt (GER)          | 83e         |
| 35                                     | Michael Mørkøv (DEN)       | AB          |
| 36                                     | Sven Erik Bystrøm (NOR)    | AB          |
| 37                                     | Marco Haller (AUT) (Route) | 87e         |
| 38                                     | Alexey Tsatevitch (RUS)    | 93e         |
| Directeur sportif : Guennadi Mikhailov |                            |             |

| Etixx-Quick Step EQS                 | Etixx-Quick Step EQS           | Etixx-Quick Step EQS |
| ------------------------------------ | ------------------------------ | -------------------- |
| Num                                  | Coureur                        | Pos                  |
| 41                                   | Tom Boonen (BEL)               | 69e                  |
| 42                                   | Niki Terpstra (NED) (Route)    | 56e                  |
| 43                                   | Martin Velits (SVK)            | 53e                  |
| 44                                   | Nikolas Maes (BEL)             | 16e                  |
| 45                                   | Guillaume Van Keirsbulck (BEL) | AB                   |
| 46                                   | Stijn Vandenbergh (BEL)        | 24e                  |
| 47                                   | Julien Vermote (BEL)           | 82e                  |
| 48                                   | Łukasz Wiśniowski (POL)        | 5e                   |
| Directeur sportif : Wilfried Peeters |                                |                      |

| IAM                                  | IAM                       | IAM |
| ------------------------------------ | ------------------------- | --- |
| Num                                  | Coureur                   | Pos |
| 51                                   | Dries Devenyns (BEL)      | 76e |
| 52                                   | Heinrich Haussler (AUS)   | 80e |
| 53                                   | Sondre Holst Enger (NOR)  | AB  |
| 54                                   | Roger Kluge (GER)         | AB  |
| 55                                   | Oliver Naesen (BEL)       | 77e |
| 56                                   | Matteo Pelucchi (ITA)     | AB  |
| 57                                   | Leigh Howard (AUS)        | 67e |
| 58                                   | Jonas Van Genechten (BEL) | 9e  |
| Directeur sportif : Thierry Marichal |                           |     |

| FDJ                                  | FDJ                       | FDJ |
| ------------------------------------ | ------------------------- | --- |
| Num                                  | Coureur                   | Pos |
| 61                                   | Arnaud Démare (FRA)       | 11e |
| 62                                   | Mickaël Delage (FRA)      | AB  |
| 63                                   | Marc Sarreau (FRA)        | AB  |
| 64                                   | Matthieu Ladagnous (FRA)  | AB  |
| 65                                   | Daniel Hoelgaard (NOR)    | AB  |
| 66                                   | Yoann Offredo (FRA)       | 32e |
| 67                                   | Johan Le Bon (FRA)        | AB  |
| 68                                   | Ignatas Konovalovas (LTU) | AB  |
| Directeur sportif : Frédéric Guesdon |                           |     |

| Orica-GreenEDGE OGE                 | Orica-GreenEDGE OGE           | Orica-GreenEDGE OGE |
| ----------------------------------- | ----------------------------- | ------------------- |
| Num                                 | Coureur                       | Pos                 |
| 71                                  | Caleb Ewan (AUS)              | 15e                 |
| 72                                  | Sam Bewley (NZL)              | 95e                 |
| 73                                  | Jens Keukeleire (BEL)         | 61e                 |
| 74                                  | Magnus Cort Nielsen (DEN)     | 96e                 |
| 75                                  | Luke Durbridge (AUS)          | 89e                 |
| 76                                  | Mitchell Docker (AUS)         | 90e                 |
| 77                                  | Alexander Edmondson (AUS)     | 97e                 |
| 78                                  | Christopher Juul Jensen (DEN) | AB                  |
| Directeur sportif : Laurenzo Lapage |                               |                     |

| BMC Racing BMC                   | BMC Racing BMC          | BMC Racing BMC |
| -------------------------------- | ----------------------- | -------------- |
| Num                              | Coureur                 | Pos            |
| 81                               | Greg Van Avermaet (BEL) | 74e            |
| 82                               | Rick Zabel (GER)        | NP             |
| 83                               | Daniel Oss (ITA)        | 17e            |
| 84                               | Jempy Drucker (LUX)     | 73e            |
| 85                               | Manuel Quinziato (ITA)  | 70e            |
| 86                               | Michael Schär (SUI)     | 57e            |
| 87                               | Floris Gerts (NED)      | AB             |
| 88                               | Tom Bohli (SUI)         | 72e            |
| Directeur sportif : Valerio Piva |                         |                |

| AG2R La Mondiale ALM              | AG2R La Mondiale ALM     | AG2R La Mondiale ALM |
| --------------------------------- | ------------------------ | -------------------- |
| Num                               | Coureur                  | Pos                  |
| 91                                | Maxime Daniel (FRA)      | 12e                  |
| 92                                | Sébastien Turgot (FRA)   | 48e                  |
| 93                                | Gediminas Bagdonas (LTU) | 29e                  |
| 94                                | Nico Denz (GER)          | AB                   |
| 95                                | Hugo Houle (CAN)         | 60e                  |
| 96                                | Alexis Gougeard (FRA)    | AB                   |
| 97                                | Jesse Sergent (NZL)      | AB                   |
| 98                                | Damien Gaudin (FRA)      | 86e                  |
| Directeur sportif : Julien Jurdie |                          |                      |

| Lotto NL-Jumbo TLJ                 | Lotto NL-Jumbo TLJ       | Lotto NL-Jumbo TLJ |
| ---------------------------------- | ------------------------ | ------------------ |
| Num                                | Coureur                  | Pos                |
| 101                                | Dylan Groenewegen (NED)  | 4e                 |
| 102                                | Twan Castelijns (NED)    | 85e                |
| 103                                | Tom Leezer (NED)         | 79e                |
| 104                                | Bram Tankink (NED)       | AB                 |
| 105                                | Maarten Tjallingii (NED) | 78e                |
| 106                                | Robert Wagner (GER)      | AB                 |
| 107                                | Tom Van Asbroeck (BEL)   | 19e                |
| 108                                | Maarten Wynants (BEL)    | 55e                |
| Directeur sportif : Nico Verhoeven |                          |                    |

| Trek-Segafredo TFS             | Trek-Segafredo TFS      | Trek-Segafredo TFS |
| ------------------------------ | ----------------------- | ------------------ |
| Num                            | Coureur                 | Pos                |
| 111                            | Giacomo Nizzolo (ITA)   | AB                 |
| 112                            | Marco Coledan (ITA)     | AB                 |
| 113                            | Jasper Stuyven (BEL)    | 1er                |
| 114                            | Boy van Poppel (NED)    | 46e                |
| 115                            | Markel Irizar (ESP)     | 26e                |
| 116                            | Grégory Rast (SUI)      | 40e                |
| 117                            | Edward Theuns (BEL)     | 8e                 |
| 118                            | Niccolò Bonifazio (ITA) | 6e                 |
| Directeur sportif : Dirk Demol |                         |                    |

| Giant-Alpecin TGA                | Giant-Alpecin TGA          | Giant-Alpecin TGA |
| -------------------------------- | -------------------------- | ----------------- |
| Num                              | Coureur                    | Pos               |
| 121                              | Søren Kragh Andersen (DEN) | AB                |
| 122                              | Nikias Arndt (GER)         | AB                |
| 123                              | Roy Curvers (NED)          | 33e               |
| 124                              | Bert De Backer (BEL)       | 54e               |
| 125                              | Koen de Kort (NED)         | 44e               |
| 126                              | Tom Stamsnijder (NED)      | 59e               |
| 127                              | Albert Timmer (NED)        | AB                |
| 128                              | Zico Waeytens (BEL)        | 43e               |
| Directeur sportif : Aike Visbeek |                            |                   |

| Southeast-Venezuela STH           | Southeast-Venezuela STH | Southeast-Venezuela STH |
| --------------------------------- | ----------------------- | ----------------------- |
| Num                               | Coureur                 | Pos                     |
| 131                               | Filippo Pozzato (ITA)   | AB                      |
| 132                               | Manuel Belletti (ITA)   | AB                      |
| 133                               | Andrea Fedi (ITA)       | AB                      |
| 134                               | Mirko Tedeschi (ITA)    | AB                      |
| 135                               | Mirko Trosino (ITA)     | 75e                     |
| 136                               | Eugert Zhupa (ALB)      | 25e                     |
| 137                               | Matteo Busato (ITA)     | 36e                     |
| 138                               | Enrique Sanz (ESP)      | AB                      |
| Directeur sportif : Serge Parsani |                         |                         |

| Bora-Argon 18 BOA                 | Bora-Argon 18 BOA         | Bora-Argon 18 BOA |
| --------------------------------- | ------------------------- | ----------------- |
| Num                               | Coureur                   | Pos               |
| 141                               | Shane Archbold (NZL)      | AB                |
| 142                               | Sam Bennett (IRL)         | AB                |
| 143                               | Zakkari Dempster (AUS)    | AB                |
| 144                               | Ralf Matzka (GER)         | 42e               |
| 145                               | Lukas Pöstlberger (AUT)   | AB                |
| 146                               | Michael Schwarzmann (GER) | AB                |
| 147                               | Rüdiger Selig (GER)       | AB                |
| 148                               | Scott Thwaites (GBR)      | 10e               |
| Directeur sportif : André Schulze |                           |                   |

| Wanty-Groupe Gobert WGG                      | Wanty-Groupe Gobert WGG  | Wanty-Groupe Gobert WGG |
| -------------------------------------------- | ------------------------ | ----------------------- |
| Num                                          | Coureur                  | Pos                     |
| 151                                          | Roy Jans (BEL)           | AB                      |
| 152                                          | Simone Antonini (ITA)    | 30e                     |
| 153                                          | Kenny Dehaes (BEL)       | AB                      |
| 154                                          | Tom Devriendt (BEL)      | AB                      |
| 155                                          | Mark McNally (GBR)       | AB                      |
| 156                                          | Robin Stenuit (BEL)      | AB                      |
| 157                                          | Kévin Van Melsen (BEL)   | 35e                     |
| 158                                          | Frederik Veuchelen (BEL) | AB                      |
| Directeur sportif : Hilaire Van der Schueren |                          |                         |

| Fortuneo-Vital Concept FVC            | Fortuneo-Vital Concept FVC  | Fortuneo-Vital Concept FVC |
| ------------------------------------- | --------------------------- | -------------------------- |
| Num                                   | Coureur                     | Pos                        |
| 161                                   | Yauheni Hutarovich (BLR)    | AB                         |
| 162                                   | Franck Bonnamour (FRA)      | AB                         |
| 163                                   | Daniel McLay (GBR)          | AB                         |
| 164                                   | Pierre-Luc Périchon (FRA)   | 28e                        |
| 165                                   | Boris Vallée (BEL)          | AB                         |
| 166                                   | Steven Tronet (FRA) (Route) | AB                         |
| 167                                   | Benoît Jarrier (FRA)        | AB                         |
| 168                                   | Vegard Breen (NOR)          | AB                         |
| Directeur sportif : Sébastien Hinault |                             |                            |

| Topsport Vlaanderen-Baloise TSV       | Topsport Vlaanderen-Baloise TSV | Topsport Vlaanderen-Baloise TSV |
| ------------------------------------- | ------------------------------- | ------------------------------- |
| Num                                   | Coureur                         | Pos                             |
| 171                                   | Preben Van Hecke (BEL) (Route)  | AB                              |
| 172                                   | Amaury Capiot (BEL)             | AB                              |
| 173                                   | Floris De Tier (BEL)            | 63e                             |
| 174                                   | Kenneth Van Rooy (BEL)          | NP                              |
| 175                                   | Maxime Farazijn (BEL)           | AB                              |
| 176                                   | Gijs Van Hoecke (BEL)           | 38e                             |
| 177                                   | Tim Declercq (BEL)              | NP                              |
| 178                                   | Bert Van Lerberghe (BEL)        | 18e                             |
| Directeur sportif : Walter Planckaert |                                 |                                 |

| Cofidis COF                      | Cofidis COF               | Cofidis COF |
| -------------------------------- | ------------------------- | ----------- |
| Num                              | Coureur                   | Pos         |
| 181                              | Nacer Bouhanni (FRA)      | 3e          |
| 182                              | Kenneth Vanbilsen (BEL)   | AB          |
| 183                              | Borut Božič (SLO)         | AB          |
| 184                              | Jérôme Cousin (FRA)       | AB          |
| 185                              | Gert Jõeäär (EST) (Route) | AB          |
| 186                              | Cyril Lemoine (FRA)       | 68e         |
| 187                              | Florian Sénéchal (FRA)    | 31e         |
| 188                              | Jonas Ahlstrand (SWE)     | AB          |
| Directeur sportif : Yvon Sanquer |                           |             |

| Direct Énergie DEN                    | Direct Énergie DEN     | Direct Énergie DEN |
| ------------------------------------- | ---------------------- | ------------------ |
| Num                                   | Coureur                | Pos                |
| 191                                   | Ryan Anderson (CAN)    | 45e                |
| 192                                   | Romain Cardis (FRA)    | 65e                |
| 193                                   | Antoine Duchesne (CAN) | 58e                |
| 194                                   | Yohann Gène (FRA)      | AB                 |
| 195                                   | Tony Hurel (FRA)       | AB                 |
| 196                                   | Julien Morice (FRA)    | AB                 |
| 197                                   | Adrien Petit (FRA)     | 13e                |
| 198                                   | Alexandre Pichot (FRA) | 64e                |
| Directeur sportif : Dominique Arnould |                        |                    |

| Nippo-Vini Fantini NIP            | Nippo-Vini Fantini NIP     | Nippo-Vini Fantini NIP |
| --------------------------------- | -------------------------- | ---------------------- |
| Num                               | Coureur                    | Pos                    |
| 201                               | Pierpaolo De Negri (ITA)   | 21e                    |
| 202                               | Iuri Filosi (ITA)          | AB                     |
| 203                               | Eduard-Michael Grosu (ROU) | AB                     |
| 204                               | Yūma Koishi (JPN)          | AB                     |
| 205                               |                            |                        |
| 206                               | Nicolas Marini (ITA)       | AB                     |
| 207                               | Riccardo Stacchiotti (ITA) | AB                     |
| 208                               | Antonio Viola (ITA)        | AB                     |
| Directeur sportif : Mario Manzoni |                            |                        |

| Roompot-Oranje Peloton ROP        | Roompot-Oranje Peloton ROP | Roompot-Oranje Peloton ROP |
| --------------------------------- | -------------------------- | -------------------------- |
| Num                               | Coureur                    | Pos                        |
| 211                               | Jesper Asselman (NED)      | AB                         |
| 212                               | Wesley Kreder (NED)        | AB                         |
| 213                               | Raymond Kreder (NED)       | 14e                        |
| 214                               | Michel Kreder (NED)        | 66e                        |
| 215                               | André Looij (NED)          | AB                         |
| 216                               | Sjoerd van Ginneken (NED)  | 94e                        |
| 217                               | Brian van Goethem (NED)    | AB                         |
| 218                               | Berden de Vries (NED)      | 62e                        |
| Directeur sportif : Erik Breukink |                            |                            |

| ONE                                 | ONE                      | ONE |
| ----------------------------------- | ------------------------ | --- |
| Num                                 | Coureur                  | Pos |
| 221                                 | Yanto Barker (GBR)       | 47e |
| 222                                 | Marcin Białobłocki (POL) | AB  |
| 223                                 | Sebastian Lander (DEN)   | AB  |
| 224                                 | Hayden McCormick (NZL)   | AB  |
| 225                                 | Martin Mortensen (DEN)   | AB  |
| 226                                 | Chris Opie (GBR)         | AB  |
| 227                                 | Samuel Williams (GBR)    | AB  |
| 228                                 | Steele Von Hoff (AUS)    | AB  |
| Directeur sportif : Matthew Winston |                          |     |

| Crelan-Vastgoedservice CRV       | Crelan-Vastgoedservice CRV | Crelan-Vastgoedservice CRV |
| -------------------------------- | -------------------------- | -------------------------- |
| Num                              | Coureur                    | Pos                        |
| 231                              | David Boucher (FRA)        | AB                         |
| 232                              | Yannick Eijssen (BEL)      | AB                         |
| 233                              | Gerry Druyts (BEL)         | 22e                        |
| 234                              | Pieter Jacobs (BEL)        | 34e                        |
| 235                              | Xandro Meurisse (BEL)      | 37e                        |
| 236                              | Rob Ruijgh (NED)           | AB                         |
| 237                              | Fréderique Robert (BEL)    | AB                         |
| 238                              | Alexander Geuens (BEL)     | AB                         |
| Directeur sportif : Roger Loysch |                            |                            |

| 3M MMM                           | 3M MMM                   | 3M MMM |
| -------------------------------- | ------------------------ | ------ |
| Num                              | Coureur                  | Pos    |
| 241                              | Edwig Cammaerts (BEL)    | AB     |
| 242                              | Laurent Évrard (BEL)     | 27e    |
| 243                              | Michael Vingerling (NED) | AB     |
| 244                              | Piotr Havik (NED)        | 41e    |
| 245                              | Yoeri Havik (NED)        | AB     |
| 246                              | Jaap de Man (NED)        | 51e    |
| 247                              | Christophe Sleurs (BEL)  | AB     |
| 248                              | Jimmy Janssens (BEL)     | AB     |
| Directeur sportif : Frank Boeckx |                          |        |